# Фаланга (анатомия)
Фала́нги (греч. φάλαγξ) — короткие трубчатые кости, образующие скелет пальцев конечностей позвоночных животных, в том числе человека.

## Строение
Фаланга представляет собой трубчатую кость, средняя часть имеет название тело (corpus), проксимальный конец — основание, basis, и дистальный конец — блок, trochlea. На дистальном конце ногтевой фаланги имеется ногтевая бугристость.

## Человек
У человека каждый палец, кроме большого, состоит из трёх фаланг, а большой - из двух (есть люди, у которых две фаланги и на мизинце, и это ненормально). Эти три фаланги называются основной, средней и ногтевой. Основная фаланга крепится к пястной кости. Фаланги нижней конечности отличаются от фаланг верхней конечности меньшей длиной. На руке самая длинная фаланга — основная третьего пальца, а самая толстая — основная фаланга большого пальца. Каждая фаланга представляет собой удлинённую косточку, имеющую в средней части (диафиз) форму полуцилиндра, плоская часть которого обращена на ладонную, а выпуклая на тыльную сторону. Концевые части фаланги (эпифизы) несут суставные поверхности.
В медицине применяются следующие термины для фаланг кисти и стопы:
- проксимальная (основная) фаланга (phalanx proximalis);
- средняя фаланга (phalanx media);
- дистальная (ногтевая) фаланга (phalanx distalis).

## Другие животные

### Китообразные
У китообразных число фаланг значительно больше. Это объясняется тем обстоятельством, что у них диафизы и эпифизы фаланг окостеневают отдельно и образуют как бы самостоятельные фаланги.

### Птицы
На задних конечностях птиц может быть от двух до четырёх пальцев. У четырёхпалых форм число фаланг обычно 2—3—4—5, считая от внутреннего пальца кнаружи, у трёхпалых 3—4—5. Известен ряд исключений: у буревестников 1—3—4—5; у козодоев 2—3—4—4, у некоторых стрижей 2—3—3—3.
У двупалого африканского страуса, у которого сохранились третий и четвёртый палец, по 4 и 5 фаланг соответственно.
На крыле первый и третий палец обыкновенно из одной фаланги, а второй из двух, но и здесь встречаются исключения. Так, у дневных хищников, куриных, американского страуса число фаланг, считая от внутреннего пальца кнаружи, 2—2—1; у уток, дроф и других 2—3—1; у африканского страуса 2—3—2; у казуара и киви — только один палец из 3 фаланг.

### Пресмыкающиеся
Число фаланг у пресмыкающихся невелико, но непостоянно. Однако на задних конечностях ископаемой группы зверообразные (Theromorpha), считаемой за предков млекопитающих, число фаланг было то же, что и у млекопитающих. У водных ископаемых групп зауроптеригий (Sauropterygia) и ихтиоптеригий (Ichtyopterygia), имевших плавникообразную конечность, напоминающую таковую китообразных, число фаланг было весьма значительно, как и у китообразных.

### Земноводные
Непостоянно число фаланг и у амфибий. В большинстве случаев у хвостатых амфибий (Urodela) пальцы имеют по две фаланги, кроме четвёртого, имеющего три, а у бесхвостых (Anura) и пятый палец также обладает тремя фалангами. Добавочные пальцы состоят обыкновенно из одной фаланги, хотя иногда из двух.
У грызуна Pedetes так называемый praepollex (prae — рудиментарный, pollex — большой палец кисти) состоит из двух фаланг и несёт коготь. Если принимать первый палец амфибий за praepollex и praehallux (hallux — большой палец стопы), то он тоже оказывается состоящим из двух фаланг.

## Выводы
Приведённые цифры могут быть сведены в таблицу:
| Группы животных        | Группы животных      | Число фаланг на пальцах, начиная с внутреннего пальца | Число фаланг на пальцах, начиная с внутреннего пальца | Число фаланг на пальцах, начиная с внутреннего пальца | Число фаланг на пальцах, начиная с внутреннего пальца | Число фаланг на пальцах, начиная с внутреннего пальца | Число фаланг на пальцах, начиная с внутреннего пальца | Число фаланг на пальцах, начиная с внутреннего пальца | Число фаланг на пальцах, начиная с внутреннего пальца | Число фаланг на пальцах, начиная с внутреннего пальца | Число фаланг на пальцах, начиная с внутреннего пальца |
| Группы животных        | Группы животных      | на задних конечностях                                 | на задних конечностях                                 | на задних конечностях                                 | на задних конечностях                                 | на задних конечностях                                 | на передних конечностях                               | на передних конечностях                               | на передних конечностях                               | на передних конечностях                               | на передних конечностях                               |
| Группы животных        | Группы животных      | I                                                     | II                                                    | III                                                   | IV                                                    | V                                                     | I                                                     | II                                                    | III                                                   | IV                                                    | V                                                     |
| Млекопитающие          | большинство видов    | 2                                                     | 3                                                     | 3                                                     | 3                                                     | 3                                                     | 2                                                     | 3                                                     | 3                                                     | 3                                                     | 3                                                     |
| ---------------------- | -------------------- | ----------------------------------------------------- | ----------------------------------------------------- | ----------------------------------------------------- | ----------------------------------------------------- | ----------------------------------------------------- | ----------------------------------------------------- | ----------------------------------------------------- | ----------------------------------------------------- | ----------------------------------------------------- | ----------------------------------------------------- |
| Млекопитающие          | Человек              | 2                                                     | 3                                                     | 3                                                     | 3                                                     | 3                                                     | 2                                                     | 3                                                     | 3                                                     | 3                                                     | 3                                                     |
| Птицы                  |                      |                                                       |                                                       |                                                       |                                                       |                                                       |                                                       |                                                       |                                                       |                                                       |                                                       |
| Соколообразные         |                      |                                                       |                                                       |                                                       |                                                       | —                                                     | 2                                                     | 2                                                     | 1                                                     | —                                                     |                                                       |
| Куриные                |                      |                                                       |                                                       |                                                       |                                                       | —                                                     | 2                                                     | 2                                                     | 1                                                     | —                                                     |                                                       |
| Утки                   |                      |                                                       |                                                       |                                                       |                                                       | —                                                     | 2                                                     | 2                                                     | 1                                                     | —                                                     |                                                       |
| Дрофы                  |                      |                                                       |                                                       |                                                       |                                                       | —                                                     | 2                                                     | 2                                                     | 1                                                     | —                                                     |                                                       |
| Казуары                |                      |                                                       |                                                       |                                                       |                                                       | —                                                     | —                                                     | 3                                                     | —                                                     | —                                                     |                                                       |
| Четырёхпалые птицы     | большинство видов    | 2, 3, 4, 5                                            | 2, 3, 4, 5                                            | 2, 3, 4, 5                                            | 2, 3, 4, 5                                            | 2, 3, 4, 5                                            | —                                                     | 1                                                     | 2                                                     | 1                                                     | —                                                     |
| Четырёхпалые птицы     | Буревестник          | 1, 3, 4, 5                                            | 1, 3, 4, 5                                            | 1, 3, 4, 5                                            | 1, 3, 4, 5                                            | 1, 3, 4, 5                                            |                                                       |                                                       |                                                       |                                                       |                                                       |
| Четырёхпалые птицы     | Козодой              | 2, 3, 4, 4                                            | 2, 3, 4, 4                                            | 2, 3, 4, 4                                            | 2, 3, 4, 4                                            | 2, 3, 4, 4                                            |                                                       |                                                       |                                                       |                                                       |                                                       |
| Четырёхпалые птицы     | Киви                 |                                                       |                                                       |                                                       |                                                       |                                                       | —                                                     | —                                                     | 3                                                     | —                                                     | —                                                     |
| Четырёхпалые птицы     | некоторые из стрижей | 2, 3, 3, 3                                            | 2, 3, 3, 3                                            | 2, 3, 3, 3                                            | 2, 3, 3, 3                                            | 2, 3, 3, 3                                            |                                                       |                                                       |                                                       |                                                       |                                                       |
| Трёхпалые птицы        | большинство видов    | 3, 4, 5                                               | 3, 4, 5                                               | 3, 4, 5                                               | 3, 4, 5                                               | 3, 4, 5                                               | —                                                     | 1                                                     | 2                                                     | 1                                                     | —                                                     |
| Двупалые птицы         | большинство видов    | 4, 5                                                  | 4, 5                                                  | 4, 5                                                  | 4, 5                                                  | 4, 5                                                  |                                                       |                                                       |                                                       |                                                       |                                                       |
| Двупалые птицы         | Американский страус  | 4, 5                                                  | 4, 5                                                  | 4, 5                                                  | 4, 5                                                  | 4, 5                                                  | —                                                     | 2                                                     | 2                                                     | 1                                                     | —                                                     |
| Двупалые птицы         | Африканский страус   | 4, 5                                                  | 4, 5                                                  | 4, 5                                                  | 4, 5                                                  | 4, 5                                                  | —                                                     | 2                                                     | 3                                                     | 2                                                     | —                                                     |
| Пресмыкающиеся         | Пресмыкающиеся       | 2                                                     | 3                                                     | 4                                                     | 5                                                     | 3(4)                                                  | 2                                                     | 3                                                     | 4                                                     | 5                                                     | 3(4)                                                  |
| Земноводные            |                      |                                                       |                                                       |                                                       |                                                       |                                                       |                                                       |                                                       |                                                       |                                                       |                                                       |
| Хвостатые земноводные  | 2(1)                 | 2                                                     | 3                                                     | 3                                                     | 2                                                     | 2, 2, 3, 2                                            | 2, 2, 3, 2                                            | 2, 2, 3, 2                                            | 2, 2, 3, 2                                            | 2, 2, 3, 2                                            |                                                       |
| Бесхвостые земноводные | 2                    | 2                                                     | 3                                                     | 4                                                     | 3                                                     | 2, 2, 3, 3                                            | 2, 2, 3, 3                                            | 2, 2, 3, 3                                            | 2, 2, 3, 3                                            | 2, 2, 3, 3                                            |                                                       |

## Изображения
- 5 дистальных фаланг
- 4 средних фаланг
- 5 проксимальных фаланг